# 衡山戰鬥 (國軍內戰)
衡山戰鬥發生於1930年6月9日，地點則是在中國湘東一帶，是國民革命軍內部所發生的內戰戰鬥之一。衡山戰鬥的交戰雙方，一方為粵軍蔣光鼐部，另一方為桂軍黃紹雄部。